# ما جي رونغ
ما جي رونغ (بالصينية: 马继融؛ بالحروف اللاتينية: Mǎ Jì Róng؛ توفي 1987م) قائد عسكري وسياسي صيني مسلم من قومية دونغشيانغ، وأحد قادة جماعة ما في مقاطعتي تشينغهاي وغانسو خلال العهد الجمهوري الصيني، اشتهر بلقب: مَا يُو شا (马耀先).

## نسبه
شمس الدين (马继融) بن بهاء الدين (马为良) بن كمال الدين (马禄) بن محمد (马福) بن تشيسيلافو (马掌教) التشيسلافي.

## النشأة
وُلد ما جيرونغ عام 1905م، وتلقى تعليمه العسكري برفقة ما بوفانغ من والده بهاء الدين ما ويليانغ، وكان جزءًا من جماعة ما "青马集团".

## المناصب
- قائد اللواء الثاني للفرقة التاسعة في تشينغهاي.
- قائد اللواء 299 للفرقة المائة.
- رئيس مكتب الشؤون المدنية في تشينغهاي.
- مدير إدارة الأراضي.
- حاكم مقاطعة قانسو مؤقتًا. [1][2]

## دوره العسكري
كان ما جيرونغ قائد لواء عسكري ضمن قوات جماعة ما، وحمل رتبة لواء خلال الحرب العالمية الثانية، وشارك في حملة عسكرية مهمة ضد سون ديان ينغ، الذي حاول غزو نينغشيا في الثلاثينيات، وهذه الحملة كانت نتيجة تعاون بين قوات تشينغهاي تحت قيادة ما بوفانغ وقوات نينغشيا تحت قيادة ما هونغكوي. 
خلال هذه الحملة، تمركز لواء ما جيرونغ في مدينة تشونغوي في نينغشيا، وعندما توقفت إمدادات الإعاشة لقوات تشينغهاي من قبل السلطات المحلية في نينغشيا، احتجز ما ده -وهو قائد أحد أفواج لواء ما جيرونغ- رئيسَ بلدية تشونغوي دونغ تيان شيانغ كرهينة احتجاجًا على نقص الإمدادات. تدخل ما جيرونغ لتهدئة الموقف، وأقنع ما ده بالإفراج عن دونغ تيان شيانغ، مما أدى إلى توفير إمدادات مؤقتة لمدة نصف شهر.
أدى ذلك إلى نجاح هذه الحملة وهزيمة سون ديان ينغ، حيث استسلم حوالي 20,000 من قواته لقوات ما هونغ كوي، وتشتتت بقية قواته، وهذا الحادث يبرز دوره كقائد عسكري ودبلوماسي، حيث سعى لتجنب تصعيد النزاعات الداخلية بين قوات تشينغهاي وسلطات نينغشيا.

## دوره السياسي والإداري
شغل ما جيرونغ منصب رئيس مكتب الشؤون المدنية في تشينغهاي، وهو منصب إداري رفيع المستوى يتضمن مسؤوليات مثل إدارة السجلات السكانية، الرعاية الاجتماعية، والتنسيق مع المجتمعات المحلية، خاصة السالار، والدونغشيانغ، الذين شكلوا العمود الفقري لـجماعة ما.
هذا المنصب جعله مسؤولاً عن تنفيذ السياسات المدنية تحت إشراف ما بوفانغ حاكم تشينغهاي الرسمي، فدوره الإداري كان مكملًا لدوره العسكري، مما يعكس الطبيعة المزدوجة للقيادة في تشينغهاي، حيث كان القادة يجمعون بين السلطة العسكرية والمدنية.

### اجتماع 10 أغسطس 1949
في 10 أغسطس 1949، حضر ما جيرونغ الاجتماع الأخير الكبير لمسؤولي تشينغهاي في قاعة حكومة الإقليم برئاسة ما بوفانغ. 
كان هذا الاجتماع محاولة أخيرة لتثبيت الاستقرار في تشينغهاي قبل سقوط الإقليم لجيش التحرير الشعبي في معركة لانتشو عام 1949، وضم الاجتماع كبار قادة المنطقة، بالإضافة إلى ممثلين عن المجالس الإقليمية والمنظمات المدنية.

## مصيره
بعد تحرير لانتشو في أغسطس ١٩٤٩، قرر إرسال عائلته أولًا مع مابوفانغ خارج البلاد، وشغل منصب حاكم قانسو نيابةً عنه، ثم غادر إلى تشونغتشينغ ثم قوانغجو، وبعدها هونغ كونغ، وأخيرًا المملكة العربية السعودية حيث حصل على الجنسية السعودية بأمر من الملك سعود واستقر فيها، وتوفي في مكة المكرمة عام 1987م.

## أسرته

### الوالد
بهاء الدين (بالصينية: 马为良؛ بالحروف اللاتينية: Mǎ Wéiliáng؛ توفي 29 يونيو 1940م).

### الأبناء
- ما غو شيانغ (بالصينية: 马国祥؛ بالحروف اللاتينية: Mǎ Guó Xiáng).
- ما روي شيانغ (بالصينية: 马瑞祥؛ بالحروف اللاتينية: Mǎ Ruì Xiáng).
- توفي الابن الثالث صغيرًا.
- ما يي شيانغ (بالصينية: 马义祥؛ بالحروف اللاتينية: Mǎ Yì Xiáng).
- ما جي شيانغ (بالصينية: 马吉祥؛ بالحروف اللاتينية: Mǎ Jí Xiáng).[1]